# Banská Štiavnica
Banská Štiavnica (ty. Schemnitz, un. Selmecbánya), är en ort i centrala Slovakien belägen i en enorm caldera som skapats genom att en gammal vulkan kollapsat. Orten med 10 674 invånare (2005) ligger i regionen Banská Bystrica och har bevarats fullständigt i medeltida stil. På grund av dess rika historia har orten klassats som världsarv av Unesco 11 december 1993.